# Перлик, Иван Максимович
Ива́н Макси́мович Пе́рлик (18/30 января 1869 — 25 ноября 1921) — подполковник Русской императорской армии, Георгиевский кавалер (1907). Командир 1-й казацкой стрелковой («серожупанной») дивизии вооружённых сил Украинской державы (1918); организатор и атаман подпольной антибольшевистской организации, действовавшей в 1920—1921 годах на Полтавщине.

## Биография
Из дворян Харьковской губернии, православный. Окончил реальное училище и Казанское пехотное юнкерское училище (1889).
Был произведен в офицерские чины: подпоручика (старшинство с 01.09.1889), поручика (старшинство с 01.09.1893), штабс-капитана (старшинство с 06.05.1900), капитана (старшинство с 01.09.1901).
Участник русско-японской войны 1904—1905 годов. Воевал в составе 20-го Восточно-Сибирского стрелкового полка в чине капитана. Был ранен. Стал Георгиевским кавалером (награждение утверждено в январе 1907 года).
8 июля 1906 года переведён в город Киренск (Киренский уезд Иркутской губернии), — был назначен исправляющим должность уездного воинского начальника с зачислением по армейской пехоте.
26 сентября 1907 года уволен «по болезни» в отставку подполковником, с мундиром и пенсией.
Выйдя в отставку, вернулся на родину, в Харьковскую губернию, занимался сельским хозяйством.
Участник Первой мировой войны. 
25 октября 1914 года 45-ти летний отставной подполковник Иван Перлик был мобилизован и определён на службу в резерв чинов при штабе Киевского военного округа. Вскоре был направлен в действующую армию, — во второочередной 357-й пехотный Евпаторийский полк 65-й пехотной дивизии (8-я Армия, Юго-западный фронт). Командовал батальоном. В конце 1914 года назначен исправляющим должность командира второочередного 258-го пехотного Кишинёвского полка той же дивизии.
21 января 1915 года, в Галиции, у села Борыня (ныне — Львовская область Украины), в ходе боёв за обладание проходами в Карпатах, Иван Перлик, находясь в боевых порядках своего полка, возглавил атаку на хорошо укреплённые позиции противника. Противник встретил атакующих сильным ружейным огнём и пошёл в контратаку. Полк с большими потерями отступил на исходные позиции; при этом командующий полком Перлик был захвачен в плен австрийцами..
Находился в австрийском лагере для военнопленных офицеров «Йозефштадт». С января 1916 года входил в состав действовавшего в лагере украинского кружка, а после украинизации лагеря, с июля 1917 года, возглавлял правление организации «Община пленных офицеров-украинцев лагеря Йзефштадтского» (в мемуарах его называют украинским комендантом лагеря).
15 февраля 1918 года во главе 25 офицеров выехал из Йозефштадта во Владимир-Волынский для формирования 2-го казацко-стрелецкого куреня (2-го казацкого стрелкового батальона), создаваемого из военнопленных-украинцев. Также, формировал во Владимире-Волынском из пленных-украинцев 1-ю казацкую стрелковую («серожупанную») дивизию и стал её первым командиром.
При гетмане Скоропадском в июле 1918 года был понижен в должности до командира полка (был назначен командиром 2-го казацкого стрелкового полка этой же «серожупанной» дивизии), и вскоре, в августе 1918 года, в чине войскового старшины уволен от службы в украинской гетманской армии «по болезни» (в республиканской армии главного атамана Петлюры не служил).
По данным  Полтавского губернского отдела ГПУ, в 1920—1921 годах, по возвращении на Левобережную Украину, Иван Перлик организовал и возглавил проукраинскую подпольную организацию, которая вела борьбу с большевиками в Харьковской и Полтавской губерниях. В отчёте Полтавского губернского отдела ГПУ за период с 01.10.1921 по 01.10.1922 года отмечалось:

«Из наиболее интересных организаций в октябре прошлого года были ликвидированы следующие: Чутовский заговор под руководством бывшего царского полковника Ивана Перлика, свившего себе гнездо в селе Чутово Полтавского уезда и преследовавшего цель вооружённого восстания против Советской власти на Украине. Эта подпольная организация, с петлюровской окраской, была настолько уверена в успехе своей контрреволюционной деятельности, что даже приступила к избранию тайного временного правительства на случай скорого свержения Советской власти на Украине. По этому делу были арестованы свыше 50 человек, захвачен штаб организации, обнаружены приказы, воззвание и проч. прокламация, обличавшие организацию контрреволюционной деятельности. По постановлению Коллегии Полтавской Губчека было расстреляно 20 человек вместе с организатором и атаманом Перликом».
25 ноября 1921 года, в Полтаве, расстрелян чекистами.

## Награды
- Орден Святой Анны 4 степени с надписью «За храбрость» (1904)
- Орден Святого Георгия IV степени (1904; утв. ВП от 27.01.1907) —

 «…3-го октября 1904 года, он, командуя ротой 20-го Восточно-Сибирского стрелкового полка, атаковал вместе с другими частями 19-го и 20-го Восточно-Сибирских стрелковых полков, находившуюся к югу от Путиловской сопки сильно укреплённую неприятельскую позицию и с боя овладел находившейся на позиции неприятельской батареей.»— Высочайший Приказ от 27.01.1907
- Орден Святой Анны 3 степени с мечами и бантом (утв. ВП от 08.06.1905)
- Медаль «В память русско-японской войны» (1907)